# Campeonato Sudamericano de Voleibol Masculino Sub-17 de 2011
El Campeonato Sudamericano de Voleibol Masculino Sub-17 de 2011 fue la I edición de este torneo de selecciones masculinas de voleibol categoría sub-17 pertenecientes a la Confederación Sudamericana de Voleibol (CSV), se llevó a cabo en la ciudad de Guayaquil, Ecuador del 16 al 20 de noviembre de 2011. En esta edición Brasil es el primer campeón del torneo ganándole a la Argentina en la final por  3-2.

## Equipos participantes
- Argentina
- Brasil
- Chile
- Colombia
- Ecuador
- Perú
- Uruguay
- Venezuela

### Grupo único
– Clasificados a . Semifinales
     – Pasan a disputar la clasificación del 5.º al 8.º lugar.

## Resultados

### Clasificación 5° y 8° puesto
|  | Semifinales | Semifinales |   |      | Final      | Final |  |
|  |             |             |   |      |            |       |  |
|  |             |             |   |      |            |       |  |
|  |             |             |   |      |            |       |  |
|  | Colombia    | 2           |   |      |            |       |  |
|  | Perú        | 0           |   |      |            |       |  |
|  |             |             |   |      |            |       |  |
|  |             |             |   |      |            |       |  |
|  |             |             |   |      | Colombia   | 1     |  |
|  |             | Ecuador     | 2 |      |            |       |  |
|  |             |             |   |      |            |       |  |
|  |             |             |   |      |            |       |  |
|  |             |             |   |      | 3.º puesto |       |  |
|  |             |             |   |      |            |       |  |
|  | Ecuador     | 2           |   | Perú | 2          |       |  |
|  | Uruguay     | 0           |   |      | Venezuela  | 0     |  |

### Resultados
| Fase          | Fecha    | Encuentro          | Resultado | Set   | Set   | Set   | Puntuación total |
| Fase          | Fecha    | Encuentro          | Resultado | 1     | 2     | 3     | Puntuación total |
| ------------- | -------- | ------------------ | --------- | ----- | ----- | ----- | ---------------- |
| 5° y 8° lugar | 19-11-11 | Colombia- Perú     | 2 - 0     | 25:15 | 25:17 |       | 50 - 32          |
| 5° y 8° lugar | 19-11-11 | Ecuador - Uruguay  | 2 - 0     | 25:10 | 25:06 |       | 50 - 16          |
| 7° lugar      | 20-11-11 | Perú - Uruguay     | 2 - 0     | 25:23 | 25:18 |       | 50 - 41          |
| 5° lugar      | 20-11-11 | Ecuador - Colombia | 2 - 1     | 23:25 | 25:20 | 15:11 | 63 - 56          |

## Fase final

### Final 1° y 3° puesto
|  | Semifinales | Semifinales |   |           | Final      | Final |  |
|  |             |             |   |           |            |       |  |
|  |             |             |   |           |            |       |  |
|  |             |             |   |           |            |       |  |
|  | Brasil      | 2           |   |           |            |       |  |
|  | Venezuela   | 0           |   |           |            |       |  |
|  |             |             |   |           |            |       |  |
|  |             |             |   |           |            |       |  |
|  |             |             |   |           | Brasil     | 3     |  |
|  |             | Argentina   | 2 |           |            |       |  |
|  |             |             |   |           |            |       |  |
|  |             |             |   |           |            |       |  |
|  |             |             |   |           | 3.º puesto |       |  |
|  |             |             |   |           |            |       |  |
|  | Chile       | 0           |   | Venezuela | 1          |       |  |
|  | Argentina   | 2           |   |           | Chile      | 3     |  |

### Resultados
| Fase      | Fecha    | Encuentro          | Resultado | Set   | Set   | Set   | Set   | Set   | Puntuación total |
| Fase      | Fecha    | Encuentro          | Resultado | 1     | 2     | 3     | 4     | 5     | Puntuación total |
| --------- | -------- | ------------------ | --------- | ----- | ----- | ----- | ----- | ----- | ---------------- |
| Semifinal | 20-11-11 | Brasil- Venezuela  | 2 - 0     | 25:15 | 25:14 |       |       |       | 50 - 29          |
| Semifinal | 20-11-11 | Argentina - Chile  | 2 - 0     | 25:17 | 25:20 |       |       |       | 50 - 37          |
| 3° lugar  | 20-11-11 | Chile - Venezuela  | 3 - 1     | 20:25 | 25:20 | 25:21 | 25:23 |       | 95 - 89          |
| Final     | 20-11-11 | Brasil - Argentina | 3 - 2     | 23:25 | 25:16 | 24:26 | 25:16 | 19:17 | 116 - 100        |

## Campeón
| Brasil           |
| Campeón          |
| Brasil 1° título |

## Posiciones finales
| Pos | Equipo    |
| --- | --------- |
|     | Brasil    |
|     | Argentina |
|     | Chile     |
| 4   | Venezuela |
| 5   | Ecuador   |
| 6   | Colombia  |
| 7   | Perú      |
| 8   | Uruguay   |